# Cinema Urgell
El Cinema Urgell o Urgel Cinema (1963-2013) fou una sala d'exhibició cinematogràfica ubicada al carrer Comte d'Urgell, 28-33 de Barcelona. Promoguda per Pere Balañà i dissenyada per Antoni Bonamusa, va ser la de més gran aforament de la ciutat, ja que comptava amb 1.832 butaques.

## Història
El Cinema Urgell Va ser inaugurat el dia 20 de setembre del 1963 amb la projecció de Carmen Jones d'Otto Preminger. Durant els seus primers anys d'èxit, es van projectar pel·lícules com Lawrence d'Aràbia de David Lean, El gran combat de John Ford, For a few dollars more de Sergio Leone; o grans èxits de taquilla com ara Jaws, Superman o A la recerca de l'arca perduda. Durant els seus últims anys, el Cinema Urgell va acollir amb gran èxit el cicle Phenomena, el qual avui en dia compta amb cinema propi.
Tot i tractar-se d'una sala històrica, va patir la crisi de la pirateria i l'IVA cultural i va acabar tancant portes el 30 de maig de l'any 2013, amb la projecció del film Fast and Furious 6.
El desembre del 2015 es va aprovar el «Pla de Millora Urbana (PMU) per a l'ordenació de l'edificació en les finques dels carrers del Comte d'Urgell, núms. 29-33 i del Comte Borrell, núm. 82 i la creació d'un nou espai lliure públic interior d'illa», que preveia la creació d'una zona enjardinada a l'interior d'illa i un supermercat soterrat. La demolició es va veure complicada per la retirada de la coberta de fibrociment, i finalment, el novembre del 2019 va obrir les portes un supermercat Bonpreu, que conserva a l'entrada unes butaques de l'antic cinema.